# Alex Bowman

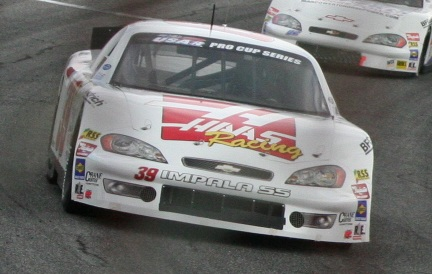
Coche Pro Cup de Bowman en 2010.

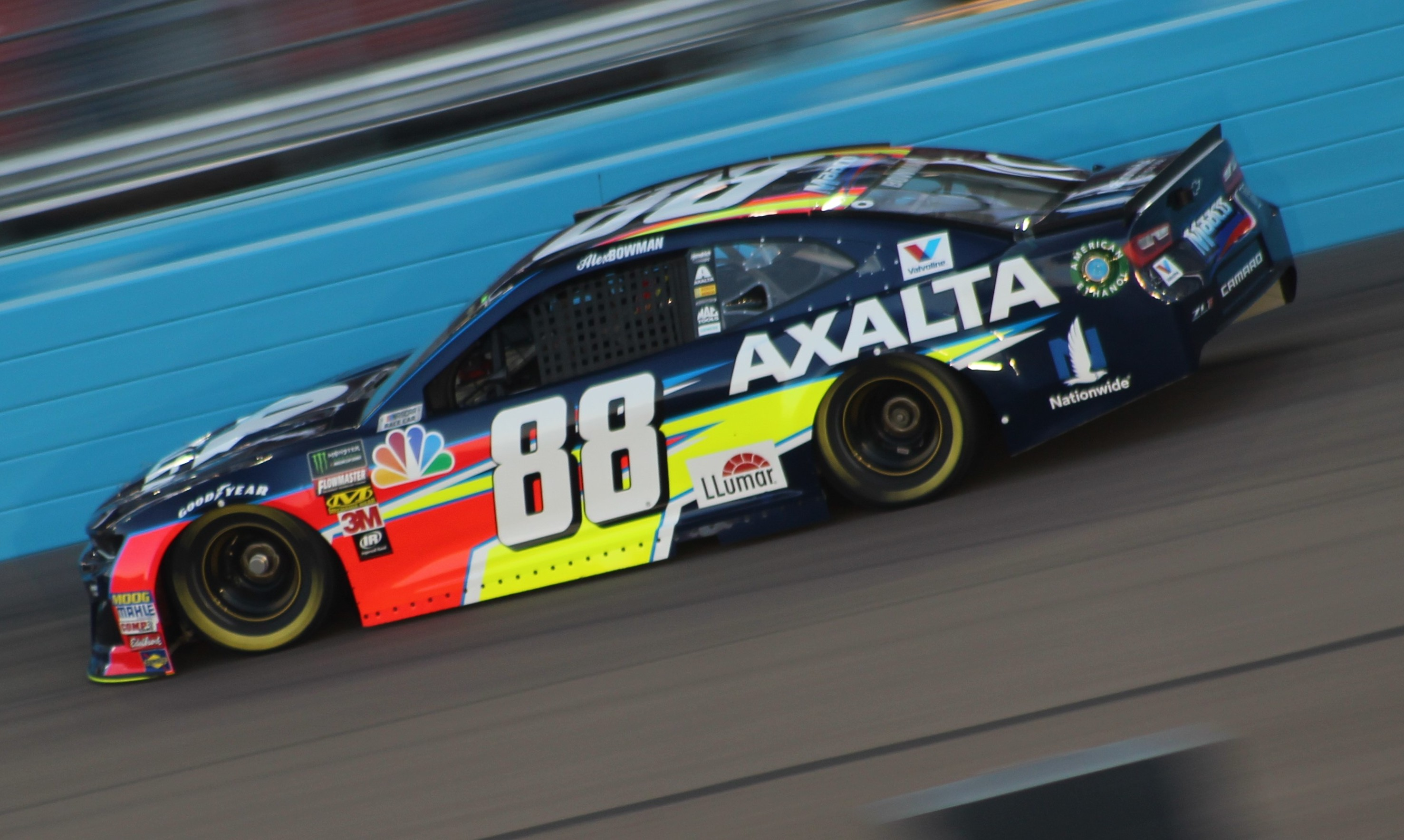
Chevrolet Camaro de Bowman en 2018.

Alex Michael Bowman (Tucson, 25 de abril de 1993) es un piloto estadounidense de automovilismo. Compite en la Copa NASCAR, al volante del Chevrolet número 48 de Hendrick Motorsports.

## Carrera deportiva

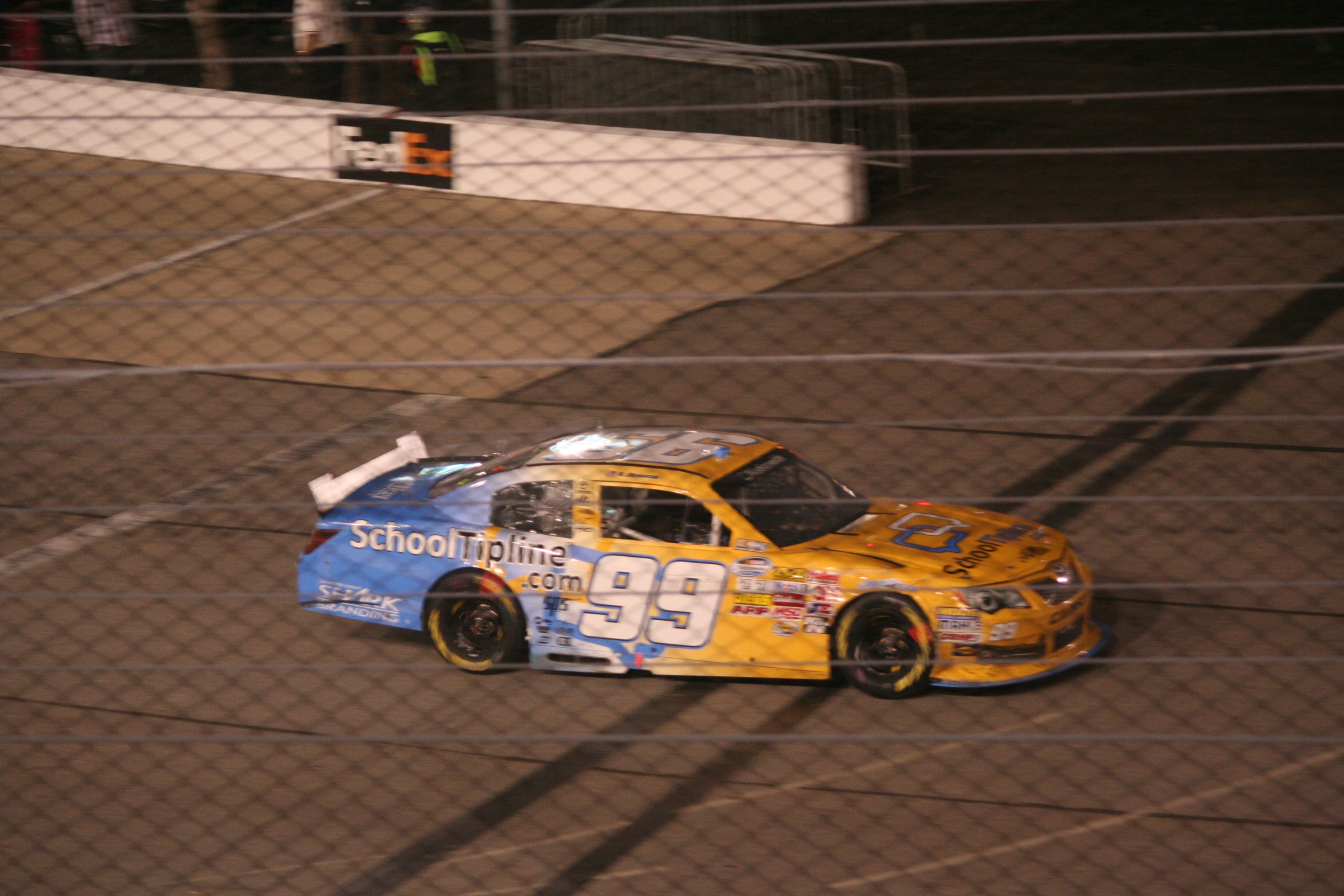
Alex Bowman sale de boxes durante la NASCAR Nationwide Series ToyotaCare 250 en el Richmond International Raceway (26 de abril de 2013)

Con siete años de edad, Bowman comenzó su carrera en circuitos cortos de Arizona y California, conduciendo coches quarter midget en la USAC. Hasta 2006, había ganado nueve campeonatos nacionales y 165 victorias. En 2008, ganó el Campeonato Nacional Focus Midget de la USAC y el Campeonato Dirt Focus Midget de California, y al año siguiente obtuvo la distinción de Novato del Año en el Campeonato Nacional Midget de la USAC. En febrero de 2010, Bowman se lesionó en un accidente durante una carrera de midgets la USAC en Las Vegas, sufriendo una fractura de clavícula y de costilla.
Luego de dicho accidente, Bowman se pasó a las carreras de stock cars. Obtuvo tres top 10 en la X-1R Pro Cup Series. En 2011, participó de la NASCAR East Series, finalizando sexto en el campeonato con cuatro top 5. Además, en ese año compitió en dos carreras de la ARCA Series, ganando ambas. Bowman se convirtió en piloto de desarrollo de Penske y compitió en la ARCA a tiempo completo. Obtuvo cuatro victorias y 11 top 5, finalizando cuarto en el campeonato y premiado como Novato del Año. También Bowman debutó en la NASCAR Nationwide Series, donde disputó cuatro carreras y obtuvo un 15° lugar como mejor resultado.
En 2013, Bowman compitió como piloto titular del equipo RAB Racing en la Nationwide Series. Consiguió una pole position en Texas, dos top 5 (destacando una tercera posición en la fecha de apertura en Daytona) y seis Top 10, culminando 11.º en la clasificación general. En 2014 Bowman debutó en la Copa NASCAR, al disputar la Copa NASCAR al volante de un Toyota Camry de BK Racing. Terminó en el puesto 35 del campeonato, y con un 13.er lugar en las 400 Millas de Daytona como mejor resultado. Además participó en tres fechas de la Nationwide Series.
Al año siguiente, Bowman pasó a conducir un Chevrolet de Tommy Baldwin en la Copa NASCAR. En los Duelos de Daytona, Bowman se vio envuelto en un accidente de cuatro coches, lo que le impidió correr en las 500 Millas de Daytona. Obtuvo tres top 20 durante la temporada, ubicándose en la 33.ª posición en la clasificación general. Además, participó en dos carreras de la NASCAR Xfinity Series y una de la Truck Series.
En 2016, Bowman fue elegido por el equipo Hendrick para reemplazar a Dale Earnhardt Jr., que padecía de síntomas de conmoción cerebral.  Bowman ganó su primera pole en Phoenix y lideró 197 vueltas pero tuvo un accidente con Matt Kenseth en la parte final de carrera, finalizando en sexto lugar. En total consiguió 3 llegadas entre los diez primeros en diez carreras de Copa NASCAR. Además, el tucsonense se incorporó a JR Motorsports para disputar nueve carreras, donde obtuvo tres top 5 y terminó entre los diez primeros en todas las carreras salvo en dos.
Al año siguiente, Bowman tuvo poca actividad. Llegó sexto en una carrera de la NASCAR Truck Series en Atlanta como piloto reemplazo de Justin Haley, que era demasiado joven para correr en esa pista, y obtuvo la victoria en la fecha de Xfinity Series en Charlotte, pilotando un Chevrolet Camaro de Chip Ganassi.
Bowman se convirtió en piloto titular para la temporada 2018, reemplazando a Earnhardt Jr. Comenzó el año ganando la pole para las 500 Millas de Daytona. A pesar de no obtener victorias llegó a los playoffs, donde alcanzó la segunda ronda y terminó 16° en la temporada con tres top 5 y 11 top 10. Bowman ganó su primera carrera de Copa NASCAR en Chicagoland 2019, al pasar a Kyle Larson a seis vueltas del final. En ese año, repitió su participación en los playoffs y quedó eliminado en la segunda ronda, finalizando 12° con un total de 7 top 5 (incluyendo cuatro segundos puestos).
En 2020, Bowman ganó en Fontana, clasificando a la postemporada. Avanzó hasta la tercera ronda, y finalizando sexto en el campeonato con seis top 5. Empezó la temporada 2021 con una pole en las 500 Millas de Daytona, pero terminó retirándose en la carrera. Obtuvo un triunfo en Richmond, sobrepasando a los líderes Joey Logano y Denny Hamlin a 12 vueltas del final.
Al año siguiente tomó el Chevy #48 de Hendrick que utilizaba Jimmie Johnson, quien se retiró de la NASCAR. Marcó la pole para la Daytona 500, pero se retiró de la carrera tras verse involucrado en un accidente múltiple. Venció en Richmond, Dover, Pocono y Martinsville, pero logró un total de 8 top 5, siendo eliminado de la segunda etapa de la postemporada y finalizando 14° en el campeonato.
En 2022, se clasificó a los playoffs gracias a una victoria en Las Vegas. Clasificó a la ronda de 12, pero en la carrera de Texas, Bowman sufrió un accidente que le provocó una conmoción cerebral, por lo que debió ausentarse de varias carreras. Volvió para la carrera final en Phoenix.
En 2023, Bowman quedó fuera de los playoffs de la NASCAR Cup Series por primera vez desde que es piloto de Hendrick. Esto, producto principalmente de una quita de puntos por violación a las reglas de ensamblaje de los vehículos por parte del equipo, una fractura vertebral sufrida durante una carrera de sprint cars que lo dejó fuera tres carreras y al hecho de no haber ganado ninguna carrera durante la temporada regular.